# Gyrophaena dybasi
Gyrophaena dybasi är en skalbaggsart som beskrevs av Charles Hamilton Seevers 1951. Gyrophaena dybasi ingår i släktet Gyrophaena och familjen kortvingar. Inga underarter finns listade i Catalogue of Life.